# Prudential Center
Prudential Center er en sportsarena i Newark i New Jersey, USA, der er hjemmebane for NHL-holdet New Jersey Devils. Arenaen har plads til ca. 19.000 tilskuere, og blev indviet 25. oktober 2007.